# Burkhard Grashorn
Burkhard Grashorn (* 1940 in Oldenburg; † 6. August 2017) war ein deutscher Architekt und Hochschullehrer.

## Leben
Burkhard Grashorn studierte nach einer Lehre als Maurer von 1960 bis 1969 Architektur bei Wils Ebert an der Hochschule für bildende Künste in Berlin und bei Ludovico Quaroni an der römischen Universität La Sapienza. Er war über zehn Jahre in Italien tätig, unter anderem bei Paolo Portoghesi und Vittorio Gigliotti. 1973 wurde Grashorn Assistent von Josef Paul Kleihues an der neu gegründeten Architekturfakultät der TU Dortmund. 1980 war Grashorn Deutscher Kommissar für die erste Architektur-Biennale in Venedig und wurde einem breiten Publikum bekannt.
1995 erhielt er einen Ruf auf die Professur für Entwerfen und Baugestaltung an der Bauhaus-Universität Weimar. Zuvor hatte er Lehraufträge und Gastprofessuren in Oldenburg, Bremen und Venedig.
1998 heiratete er die Künstlerin und Schriftstellerin Manon Hoof (Grashorn).
Grashorn bearbeitete über 100 Projekte, davon wenige realisierte Bauvorhaben, jedoch viele Ausstellungen und Beiträge zu international bedeutenden Wettbewerben.

## Schriften
- Vier Ecken noch und an dieser statt steht Oldenburg die Wasserstadt – Die Künste tragen die Stadt. 1980, ISBN 3-926296-02-X.
- mit Herbert Pfeiffer und Aldo Licker: Stadtumbau Berlin: Mitte-West. Universität Dortmund Bauwesen, 1997, ISBN 3-924936-18-8.
- Klangstelle. Textstelle. Baustelle. Anstelle…?: Zum 80-jährigen Jubiläum des Bauhauses. Bauhaus-Universität, Weimar 2000, ISBN 3-86068-141-9.
- Burkhard Grashorn – die Ent-faltung des Turms. Karl-Ernst-Osthaus-Museum, 2002, OCLC 314194472.